# Urthboy
Urthboy, pseudonimo di Tim Levinson (Sydney, ...), è un rapper e produttore discografico australiano.

## Biografia
Famoso per far parte del gruppo Hip-Hop The Herd.  Da solista ha prodotto solo sue album: Distant Sense Of Random Menace and The Signal. Col tempo è diventato uno dei direttori e dei manager della sua stessa etichetta.

## Discografia

### Album
- Distant Sense Of Random Menace (Agosto, 2004)
- The Signal (Novembre, 2007)

### Singoli
- No Rider (2004)
- Come Around (2004)
- "We Get Around" (2007)